# Ferrosilicio

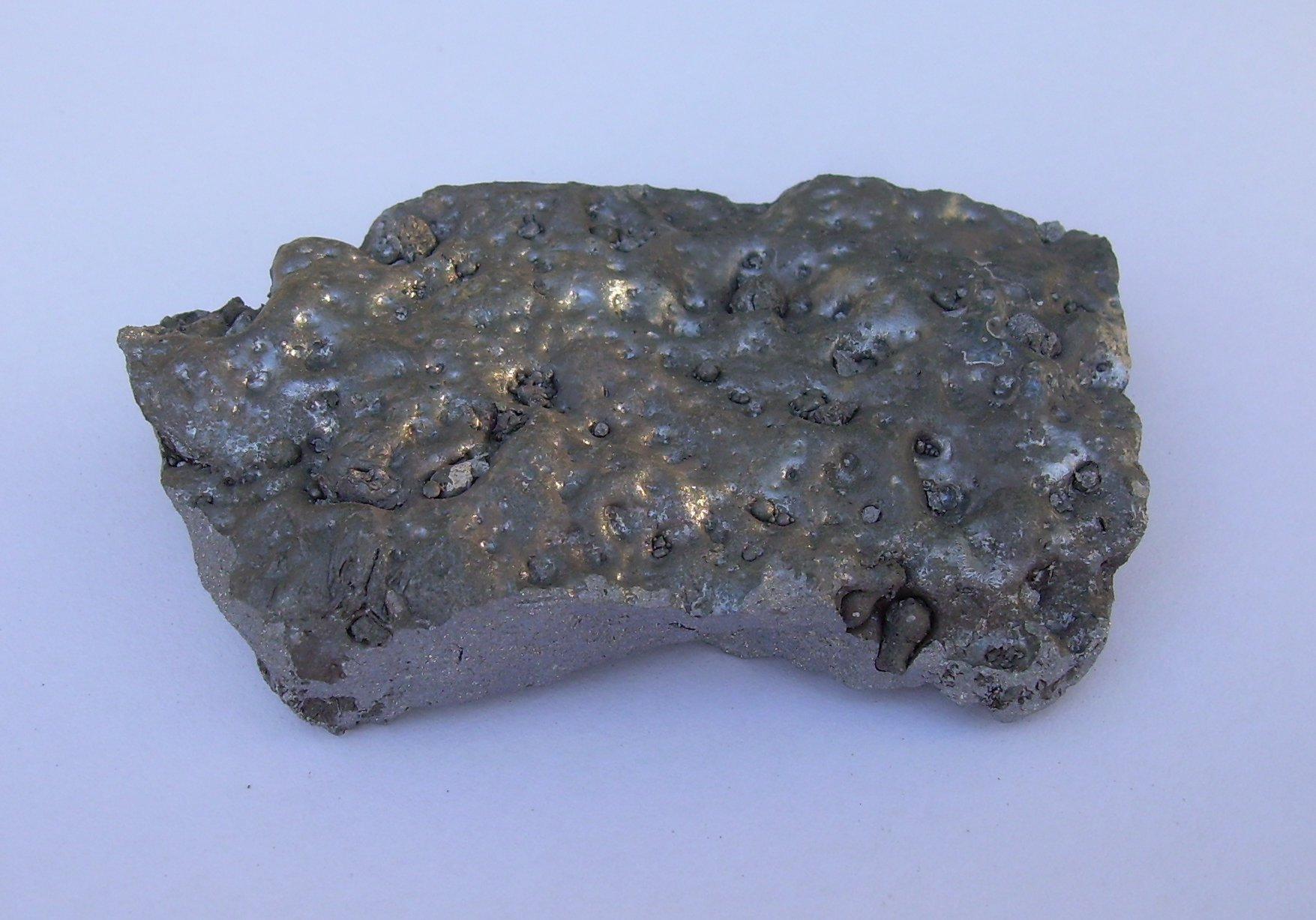
Campione di ferrosilicio

Il ferrosilicio (FeSi) è una lega madre costituita principalmente da ferro e silicio, con un contenuto di silicio compreso nell'intervallo 8-95% in peso. Queste leghe sono prodotte riducendo quarzo puro (SiO2) e minerali di ferro o rottami ferrosi di alta qualità in un forno elettrico ad arco. Il riducente più usato è il carbon coke.

## Composizione
Il ferrosilicio ha in genere un contenuto di silicio compreso nell'intervallo 8-95%; il ferrosilicio più importante dal punto di vista commerciale è il FeSi 75 che ne contiene 75%. Oltre a ferro e silicio, nel ferrosilicio sono contenute piccole percentuali di alluminio, fosforo, zolfo, carbonio, manganese, cromo e titanio. La composizione specifica determina il tipo particolare di ferrosilicio, come illustrato nella tabella successiva.
| Tipo di ferrosilicio | Si    | Al  | P    | S    | C    | Mn  | Cr  | Ti   |
| -------------------- | ----- | --- | ---- | ---- | ---- | --- | --- | ---- |
| FeSi 10              | 8-13  | 0,2 | 0,15 | 0,06 | 2,0  | 3,0 | 0,8 | 0,30 |
| FeSi 15              | 14-20 | 1,0 | 0,15 | 0,06 | 1,5  | 1,5 | 0,8 | 0,30 |
| FeSi 25              | 20-30 | 1,5 | 0,15 | 0,06 | 1,0  | 1,0 | 0,8 | 0,30 |
| FeSi 45              | 41-47 | 2,0 | 0,05 | 0,05 | 0,20 | 1,0 | 0,5 | 0,30 |
| FeSi 65              | 63-68 | 2,0 | 0,05 | 0,04 | 0,20 | 0,4 | 0,4 | 0,30 |
| FeSi 75 Al 1         | 72-80 | 1,0 | 0,05 | 0,04 | 0,15 | 0,5 | 0,3 | 0,20 |
| FeSi 90 Al 1         | 87-95 | 1,5 | 0,04 | 0,04 | 0,15 | 0,5 | 0,2 | 0,30 |

## Applicazioni
La maggior parte del ferrosilicio è impiegato nella produzione di acciaio. Il silicio ha la funzione di disossidante, cioè cattura l'ossigeno gassoso disciolto nell'acciaio fuso, in modo da evitare che si formino bolle nell'acciaio solidificato. L'ossido che si forma viene rimosso come scoria.
Si + 2O → SiO2
La presenza di silicio non reagito migliora inoltre varie proprietà dell'acciaio come resistenza meccanica, tensione di snervamento e resistenza all'usura.
Il ferrosilicio viene usato anche per la produzione di magnesio metallico per via termica. A tale scopo la dolomite viene calcinata a circa 1200 ºC con ferrosilicio. Il magnesio formato viene isolato per distillazione sotto vuoto.
2(MgO⋅CaO) + FeSi → 2Mg + Ca2SiO4 + Fe

## Curiosità
È noto che il ferrosilicio reagisce con acqua e idrossido di sodio producendo idrogeno. In passato la reazione è stata sfruttata in campo militare per gonfiare rapidamente palloni aerostatici con idrogeno. Il generatore era abbastanza piccolo da essere trasportato da un camion e richiedeva solo una piccola quantità di energia elettrica. I materiali sono stabili e non combustibili, e non generano idrogeno fino a quando non vengono mescolati.